# 黑暗弥漫
《黑暗弥漫》（波兰语：W ciemności）是阿格涅丝卡·霍兰执导的一部电影。影片根据真实事件改编，讲述了利奥波德·索查——一个纳粹占领下波兰城市利沃夫下水道工人的故事，他利用自己对城市的下水道系统了解，在波兰的大屠杀期间庇护了许多犹太人。

## 剧情
一位波蘭的下水道工人，幫助十位猶太人長達14個月生活在黑暗的下水道，逃離德國人的大屠殺。
剛開始為了賺些戰爭財開始協助猶太人，後來因為老婆虔誠的信仰信念，不喜悅他為了錢才幫助人與被幫助的猶太人的不信任與相信之間拉扯。漸漸改變了他的初衷，成為真心想救他們的英雄。電影中寫實的描述，打開一般人想像中大屠殺的畫面一角。對於猶太人堅韌生命力的點點滴滴，也理解為何被稱為上帝的第一批選民了。